# إليزابيث ستانلي (ممثلة)
إليزابيث ستانلي (بالإنجليزية: Elizabeth Stanley)‏ هي ممثلة أمريكية، ولدت في 10 ديسمبر 1978.

## وصلات خارجية
- إليزابيث ستانلي على موقع IMDb (الإنجليزية)
- إليزابيث ستانلي على موقع ميوزك برينز (الإنجليزية)
- إليزابيث ستانلي على موقع قاعدة بيانات برودواي على الإنترنت (الإنجليزية)
- إليزابيث ستانلي على موقع قاعدة بيانات الفيلم (الإنجليزية)